# تحالف تمدن

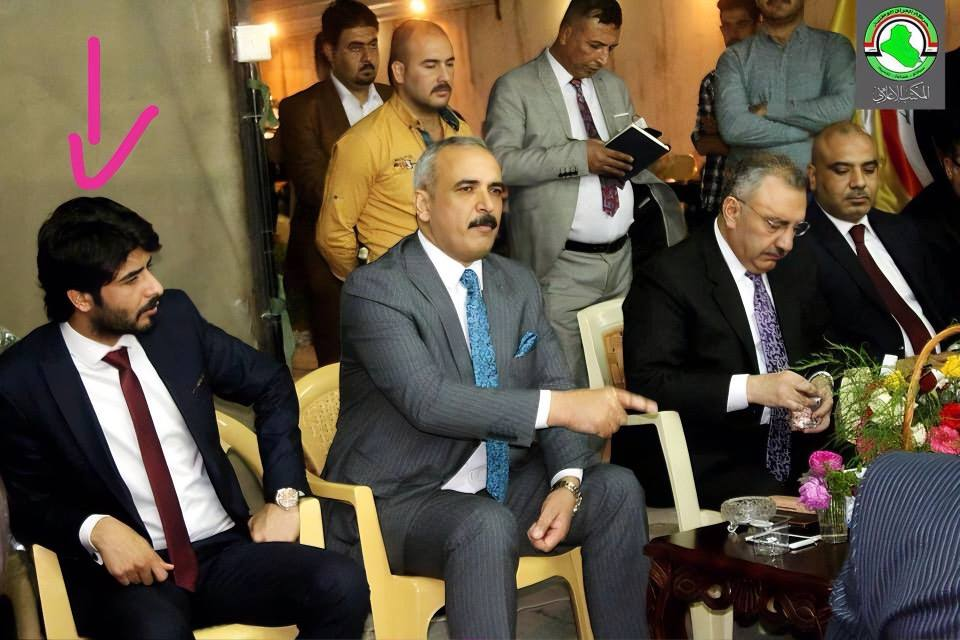
قيادة تحالف تمدن ويظهر فيها أقصى اليسار رئيس الهيئة التأسيسية طلال الحريري, وعلى يمينه النائب احمد الجبوري رئيس المكتب السياسي وهو يلقي كلمة في مؤتمر للمرشحين, وعلى يمينه رئيس تحالف تمدن فائق الشيخ علي، وفي أقصى اليمين عضو الهيئة التأسيسية ذو الفقار حسين.

تحالف تمدن هو تحالف سياسي عراقي يتكون من عدد من الأحزاب المدنية والليبرالية والوطنية تأسس في يناير 2018 على يد هيئة مصغرة للأحزاب المشاركة ترأسها طلال الحريري. ويتكون التحالف الذي أعلن عنه في يناير 2018 من أربعة أحزاب رئيسية، حزب الشعب للإصلاح وحزب الاتفاق الوطني والحركة المدنية الوطنية وحركة العراق . يضم التحالف عددا من الشخصيات الليبرالية المستقلة.
ويرأسه أمين عام حزب الشعب للإصلاح فائق الشيخ علي. أعلن التحالف أنه سيشارك بقوة في الانتخابات البرلمانية العراقية المقرر إجراؤها في 12 مايو 2018 بهدف التغيير والإصلاح في السياسة العراقية.
يهدف التحالف إلى إقامة دولة مدنية تقوم على العدل والمساواة في الحقوق والواجبات لجميع المواطنين تتبنى مبادئ ليبرالية تتميز بانتخابات حرة ونزيهة، وفصل السلطات وسيادة القانون، وضمان الحماية المتساوية لحقوق الإنسان، والحريات المدنية والسياسية للجميع. ويضم حاليا 4 نواب هم أحمد الجبوري من محافظة نينوى ومحمد الطائي من البصرة وكلا من فائق الشيخ علي وشروق الاباياشي من بغداد.
في 20 فبراير 2018، أجرت المفوضية العليا المستقلة للانتخابات قرعة لتوزيع أرقام القوائم الانتخابية. تم إعطاء التحالف الرقم 136.